# 埼玉ビジネスウォッチ
『埼玉ビジネスウォッチ』（さいたまビジネスウォッチ、Saitama Business Watch=略称：SBW）は、テレビ埼玉で2004年4月3日から、毎週土曜日の夜ほかに放送される、経済・情報番組である。
当番組名は「埼玉ビジネスウォッチ」であるが、番組ロゴには「埼玉ビジネスウオッチ」と表記されている。

## 概要
長年テレビ埼玉で土曜22時台に放送されていた、『埼玉経済情報』の後継番組として同番組がスタートした。
略称はSBW (Saitama Business Watch) であり、「埼玉経済情報」を受け継いで、県内のビジネス情報を分かりやすく伝える番組である。
番組の構成から、番組前日である毎週金曜日に収録されている。そのため生放送ではなく、撮って出しという形で収録されている。また、日曜昼に再放送されるため「こんばんは」といった挨拶はなく、「埼玉ビジネスウォッチです」と言ってスタートする。開始当初はモノラル放送であったが、現在はステレオ放送に変更されている。
また2007年6月2日より、セット・番組ロゴを初めて変更し、全面リニューアルを図った。同時に、地上デジタル放送では放送設備の更新上、画面比が4:3から16:9にワイド化された。当番組で使用している第1スタジオは、2014年3月まで完全にデジタル化されていなかったため、長らく16:9の標準画質であったが、同年4月よりハイビジョン放送となった。
2020年7月4日より、オープニングは起立した状態に変更され、「Weekly Watch」冒頭ではアタック音を導入し、エンディングテーマをリニューアル、さらにエンドロールでは制作スタッフも追加されるなど、番組全体のマイナーチェンジを行った。
2021年8月10日より、「テレ玉NEWS」YouTubeチャンネルが開設され、同局のニュースや特集の他、当番組で放送した特集コーナー「Watch Report」などを配信している。

## 出演者

### キャスター
全員当時のテレ玉アナウンサー。荒舩は前身の『埼玉経済情報』より続投。

#### 現在
- 前村里菜(2024.4.6~）[2]

#### 過去
- 荒舩美栄（2004.4～2005.3）
- 國友真由美（2005.4～2006.3）[3]
- 中野知美（2006.4～2007.3）[4]
- 福原奈見（2007.4～2010.3）[5]
- 田所由妃（2010.4～2012.3）[6]
- 二階堂絵美（2012.4～2016.3）[7]
- 中島そよか（2016.4～2017.3）[8]
- 早川茉希（2017.4～2018.3）[9]
- 落合由佳（2018.4〜2020.3）[10]
- 平川沙英（2020.4～2022.3.26）
- 出口朋香(2022.4.2~2024.3.30)

#### 代打
落合が体調不良に伴い、以下のフリーアナウンサーが担当。
- 中島そよか（2019.10.5）

※2年半ぶりの出演となる。
- 加藤響子（2019.10.12、10.19、10.26）

### コメンテーター

#### 現在
- 川口一晃（金融ジャーナリスト）
- 永濱利廣（第一生命経済研究所 主席エコノミスト）
- 臼井治彦（帝国データバンク大宮支店 情報部部長→2020年4月よりチーフアドバイザー）
- 久我尚子（ニッセイ基礎研究所 主任研究員）

#### 過去
- 西川靖志（日本経済新聞さいたま支局長 - 当時）
- 平田喜裕（同上）
- 阿部直樹（同上）
- 河合知（同上）
- 保田隆明（ワクワク経済研究所LLP代表）
- 仲野実（帝国データバンク大宮支店 情報部部長 - 当時）
- 安倍史朗（同上）
- 青木日照（LBSコミュニケーションズ サービス事業部本部長）
- 廣田政一（目白大学社会学部教授）
- 秋岡榮子（経済エッセイスト）
- 古島義雄（玉川大学経営学部教授）
- 長谷川徹（帝国データバンク大宮支店 情報部部長→2020年4月よりチーフアドバイザー）

## 放送時間
本放送
- 2004.04 - 現在　　　22:00 - 22:30（毎週土曜日）

再放送
- 2004.04 - 現在　　　11:30 - 12:00（毎週日曜日）

## コーナー
Weekly WatchとWatch Reportは毎週、特記のないそれ以外のコーナーは週代わりで放送される。

### 現在
Trend Watch（2020.7.4 - ）
その週に話題となった経済以外の出来事を番組オープニングで紹介する。
Weekly Watch
一週間に起きた経済ニュースを振り替え、コメンテーターが解説する。
Watch Report
特集コーナー。県内注目の動きと躍進企業に迫る。
川口一晃のマーケットの涼風
経済にまつわる様々な話題を、金融ジャーナリストの川口が分析する。
帝国データバンクNEWS
経済に関するあらゆるデータを帝国データバンク大宮支店の長谷川が解説する。
Watch New Style（2021.4.17 - ）
県内企業が発表した新商品や新技術を紹介する。商品によってはTwitterによる視聴者プレゼントも行われる。
年頭特集
県内を代表する各界に、今年を占うキーワードを発表、これからの景気の行方を予測してもらう。年内の初放送日に放送する。
また、テレビ埼玉が実施した景況調査の結果を発表する。
県内経済重大ニュース
今年の埼玉のできごとを経済の視点で、コメンテーターにランキング付けをする。年内の最終放送日に放送する。

### 過去
さいたま新都心 Watch
さいたま新都心（さいたま市中央区）発の情報をタイムリーに伝える。
西川靖志のジョルナリスタの目
経済情勢を、日本経済新聞（当時）の西川が分析する。“ジョルナリスタ”は、イタリア語でジャーナリストのことである（ミラノ支局長を経験した西川にちなんで付けられた）。
平田喜裕のグローカル・アイ
グローバル&ローカルの視点で様々な話題を、日本経済新聞（当時）の平田に伺う。
保田隆明のワクワク経済塾
最新のビジネストレンドの紹介を、ワクワク経済研究所の保田が行う。
オムニバス Watch
青木日照の今週のスポットライト
身近な話題からグローバルな話題までを、国際社会経済研究所の青木が幅広く解説する。
秋岡栄子の経済テレスコープ
県内のビジネス最前線を、経済エッセイストの秋岡が訪ねる。
阿部直樹のビジネス震源地
経済情勢を、日本経済新聞の阿部が分析する。
古島義雄の経済ぜみなーる
玉川大学経営学部教授の古島による、テレビ版「経済ゼミ」である。
夏の特別対談
県内の元気企業のトップに、キャスターの福原やコメンテーターが対談する。8月中旬から下旬ごろの2週にかけて放送する。ただし、2008年は放送されなかった。

## 制作スタッフ

### 現在
- 協賛/埼玉県商工会議所連合会・埼玉県商工会連合会・埼玉県中小企業団体中央会・埼玉県信用保証協会・埼玉県法人会連合会・埼玉県産業振興公社・埼玉県中小企業診断協会
- 協力/経済産業省・関東経済産業局・埼玉県
- 技術/TAP
- 照明/アンバーライト
- 音効/ユミックス
- CG/アートロック
- 美術/俳優座劇場
- TK/塩野崎みずえ（2020年7月11日 - ）
- ディレクター/小針義史（2021年2月13日 - ）・青木みゆり（2022年9月24日 - ）・臼渕誠（2021年7月3日 - ）・大野のぞみ（2022年1月8日 - ）
- チーフディレクター/藤岡成彬（2021年2月13日 - ）
- プロデューサー/金子英介（2021年12月4日 - ）
- 制作協力/A-ON・U-net（2021年7月10日 - ）
- 制作・著作/テレビ埼玉

### 過去
- ディレクター/藤岡成彬（ - 2021年2月6日）・松本麻由香（ - 2021年7月3日）・尾形沙耶子（2021年7月3日 - 12月18日）
- チーフディレクター/丸山俊輔（ - 2021年2月6日）
- プロデューサー/出口雅史（ - 2021年2月6日）・安藤邦哲（2021年2月13日 - 11月27日）